# Helodes emarginata
Helodes emarginata är en skalbaggsart som beskrevs av Hatch. Helodes emarginata ingår i släktet Helodes och familjen mjukbaggar. Inga underarter finns listade i Catalogue of Life.